# Aldon Smith
Pour les articles homonymes, voir Smith.
(en) Statistiques sur pro-football-reference
Aldon Smith, né le 30 novembre 1989 à Greenwood au Mississippi, est un joueur américain de football américain évoluant à la position de linebacker dans la National Football League (NFL).
Après une carrière universitaire chez les Tigers du Missouri, il est sélectionné au premier tour par les 49ers de San Francisco lors de la draft 2011 de la NFL. Il excelle durant ses premières saisons avec les 49ers, en étant le joueur de la NFL avec le plus de sacks à ses deux premières saisons et en aidant l'équipe à se rendre au Super Bowl XLVII durant sa deuxième saison. La suite de sa carrière professionnelle est toutefois déraillée par des problèmes en dehors du terrain, notamment des arrestations pour conduite sous influence, et est libéré en 2015 par les 49ers après quatre saisons.
Il tente de relancer sa carrière avec les Raiders d'Oakland, mais ne joue qu'une saison avant d'être suspendu un an par la ligue à cause de ses problèmes juridiques. Après quatre saisons sans jouer, il est autorisé à rejouer dans la NFL et signe avec les Cowboys de Dallas en 2020.

## Biographie

### Jeunesse
Smith étudie à la Raytown High School de Raytown dans le Missouri où, avec l'équipe de football américain, il fait 60 plaquages, dont 21 pour une perte, 12 sacks, sept provocation de fumble, un punt bloqué lors de sa dernière année alors qu'à l'attaque, comme tight end, il reçoit 34 passes pour 570 yards et quatre touchdowns.
Il est classé trois étoiles (sur cinq) par le site Rivals.com et cinquième meilleur joueur de l'État du Missouri et 27e meilleur defensive end dans tout le pays.

### Carrière universitaire
Il entre à l'université du Missouri où il infiltre les rangs des Tigers. Après une saison comme freshman (nouvelle recrue), ne jouant pas, il est titulaire à onze matchs sur treize en 2009 et fait 60 plaquages et 11 sacks. Il est nommé freshman défensif de la conférence Big 12 et de nombreuses autres récompenses. En 2010, il joue neuf matchs, faisant 48 plaquages et 6 sacks.
Après la saison 2010, il décide de ne pas jouer ses deux dernières années universitaires (junior et senior) pour s'inscrire à la draft 2011 de la NFL.

### Carrière professionnelle
Aldon Smith est sélectionné au premier tour de la draft 2011 de la NFL par les 49ers de San Francisco en septième position. 
Smith fait un début de saison 2011 impressionnant en réalisant son premier sack lors de la quatrième journée, contre les Eagles de Philadelphie, en plaquant Michael Vick. Contre les Buccaneers de Tampa Bay, il réalise deux sacks et est nommé débutant de la semaine. La semaine suivante, il réalise deux sacks contre les Lions de Detroit ainsi que 4 plaquages, une provocation de fumble et une passe déviée ainsi qu'un safety.

## Palmarès

### Lycée
- Cinquième meilleur joueur dans le Missouri, promotion 2008 selon Rivals.com
- Vingt-septième au classement du meilleur joueur au poste de defensive end dans le pays, promotion 2008 selon Rivals.com

### Université
- Freshman défensif de la conférence Big 12 2009
- Seconde équipe de la conférence Big 12 2009 selon l' Associated Press
- Mention honorable de la conférence Big 12 2009 selon les entraîneurs
- Meilleur joueur de ligne défensive 2009 des Tigers du Missouri

### Professionnel
- 2011 : nommé dans l'équipe-type des débutants de la NFL par la PFWA.
- 2012 : sélectionné au Pro Bowl et dans la première équipe-type All-Pro